# Dornier 728
Die Dornier 728 war ein zweistrahliges Schmalrumpfflugzeug für den Kurzstreckenverkehr, das jedoch nicht in Produktion ging; die Entwicklung musste wenige Monate vor dem Erstflug eines Prototyps abgebrochen werden. Die Dornier 728 war für 70 bis 85 Passagiere ausgelegt und sollte den Modellen Embraer 170 und Bombardier CRJ700 Konkurrenz machen. Dabei wurde auf einen großen Rumpfquerschnitt geachtet.

## Geschichte

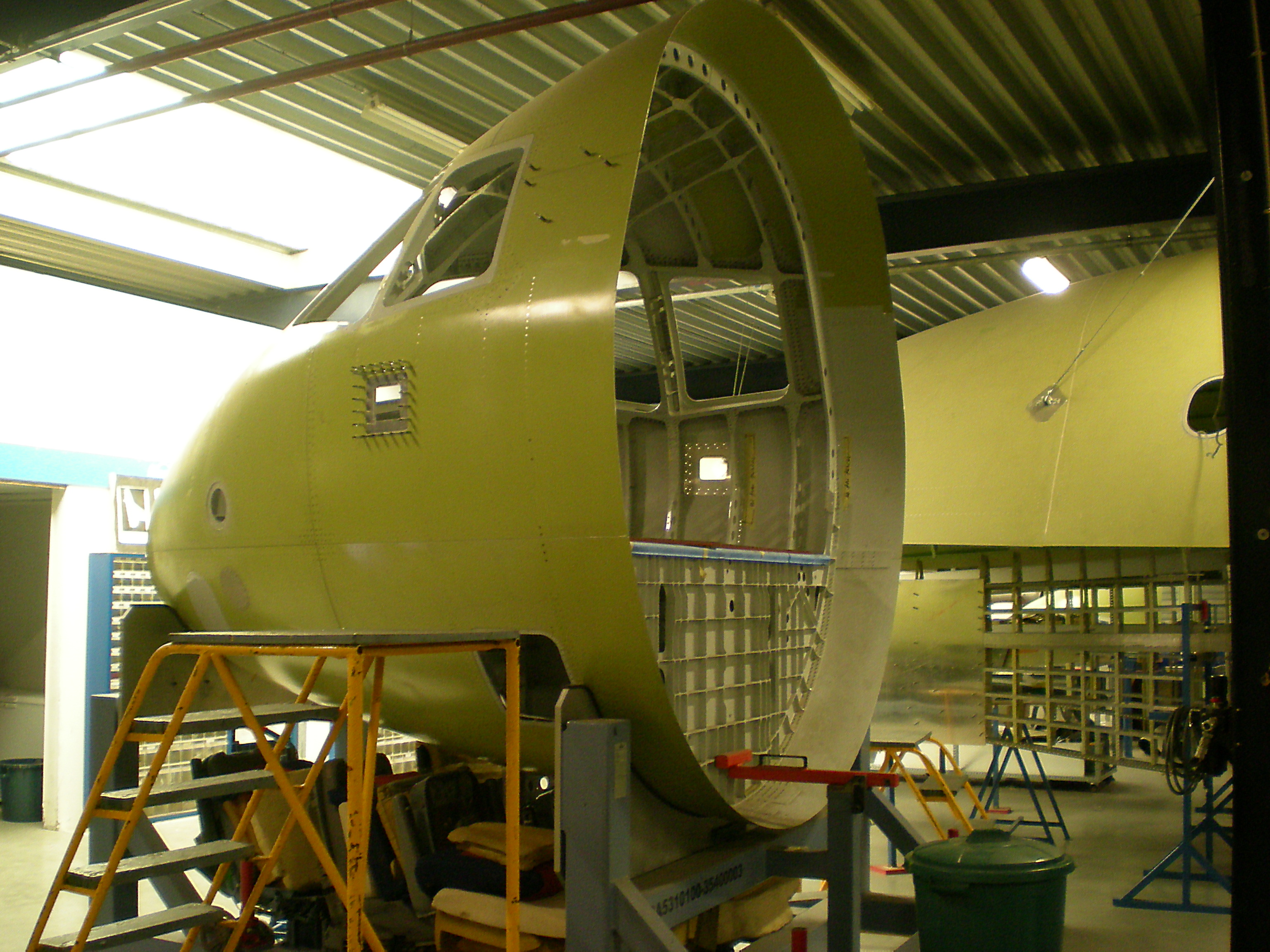
Rohbau der Cockpitsektion für das sechste Flugzeug

Das Flugzeug wurde von der damaligen Dornier Luftfahrt GmbH unter der Eigentümerschaft von Fairchild Dornier entwickelt. Außer dem Umstand, dass es sich bei den Entwicklern um die von Dornier übernommenen Ingenieure handelte und die Produktion am ehemaligen Dornier-Standort Oberpfaffenhofen erfolgte, hatte das Projekt mit der Dornier GmbH in Friedrichshafen praktisch nichts mehr zu tun. Fairchild hatte nach der völligen Übernahme sogar den Namenszusatz Dornier gestrichen, ihn aber wegen des besseren Bekanntheitsgrades am Markt wieder eingeführt. Die Lufthansa hatte bereits eine Option über 60 Flugzeuge gezeichnet.
Der Rollout des ersten Prototyps fand am 21. März 2002 statt; zum ersten Testflug (Erstflug) kam es durch die zwischenzeitliche Insolvenz der Firma Fairchild Dornier nicht mehr. Die Terroranschläge am 11. September 2001 und die folgende Krise im Luftverkehr wirkten sich auch auf die Luftfahrtindustrie aus. Die relativ kleine Firma war auf Geldgeber und auf Kundenzusagen angewiesen, die auf Grund der Anschläge nur noch restriktiv investierten bzw. Kaufzusagen zurückzogen.
Im Rahmen des 728-Programmes wurden drei Prototypen gebaut.
Am weitesten ausgerüstet und zum Zeitpunkt der ersten Insolvenz kurz vor dem Erstflug stehend war TAC 71 (Test Aircraft 728 Nr. 1). In diesem Prototyp war neben allen Systemen (zwischenzeitlich sogar den Triebwerken) auch eine sehr umfangreiche Flugversuchsverkabelung und -instrumentierung installiert. 2002 schien das Projekt bereits gescheitert, als Fairchild-Dornier, wie die Dornier-Werke nach der Übernahme durch Fairchild im Jahr 1996 offiziell hießen, Insolvenz anmeldete – nicht zuletzt auf Grund der immens gestiegenen Entwicklungskosten für die 728. Nach dem Einstieg des chinesischen D'Long-Konzerns wurde das Projekt 728 wiederaufgenommen. Unter der neuen Leitung wurden alle Systeme des TAC 71 auch in Betrieb genommen und getestet („Power On“); ein Erstflug wurde für den Herbst 2004 anvisiert, die Aufnahme des Liniendiensts war für das Jahr 2006 vorgesehen. Im Juli 2004 war Fairchild-Dornier jedoch endgültig insolvent, woraufhin im Februar 2005 der Besitz der Firma versteigert wurde.
Für die Flugversuche in Oberpfaffenhofen und Granada waren vier bis fünf Prototypen geplant (TAC 71 bis TAC 75).

## Nach der Insolvenz

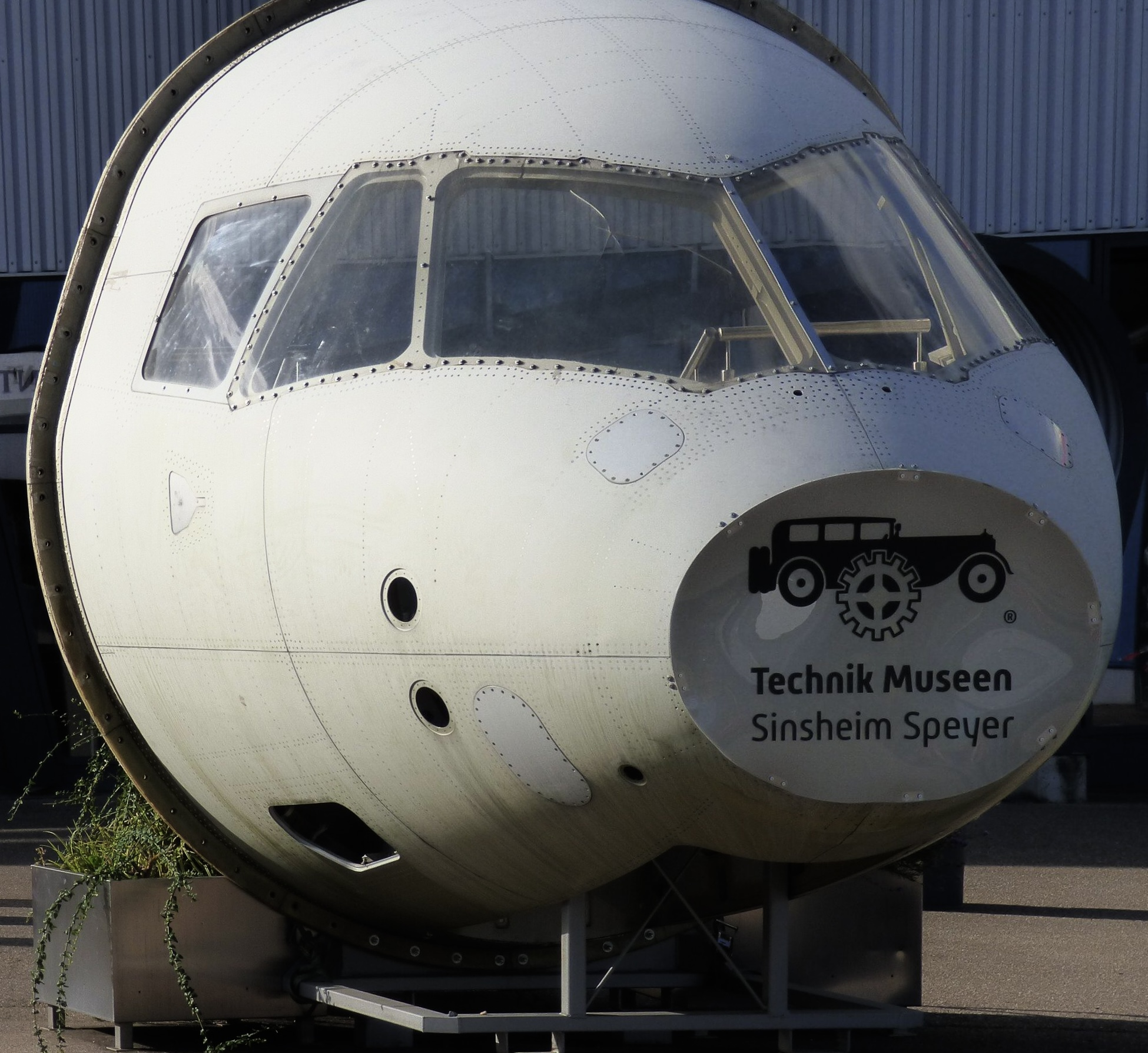
Die Cockpitsektion von TAC 73 ehemals noch im Technikmuseum Sinsheim

Vor der Versteigerung wurden die meisten Systeme von den jeweiligen Zulieferern ausgebaut.
Der erste Prototyp TAC 71 wurde im Rahmen der Versteigerung der Insolvenzmasse für 19.000 Euro an das DLR verkauft. Er wird in Göttingen für Tests der Kabinenakustik und -luftströmung verwendet. Ende Juni 2005 war die Demontage abgeschlossen. Die Leitwerke und weitere Anbauteile wurden demontiert, die Tragflächen etwa auf Höhe der Pylone abgesägt, da ein sorgfältigeres Entnieten der Struktur zu aufwändig gewesen wäre. Der verbleibende Rumpf mit Flügelstummeln ist etwa sechs Meter breit und stand bis zu seinem Transport im Herbst 2005 noch in Oberpfaffenhofen. Der damalige sowie heutige Zustand ist beim DLR Institut für Aerodynamik in Göttingen dokumentiert.
Der zweite Prototyp TAC 72 bestand im Wesentlichen nur aus der Zelle und Teilen der Verkabelung sowie Einbauten, die sehr früh erfolgen mussten. Er wurde von einem ehemaligen Dornier-Mitarbeiter für 6.000 Euro ersteigert. Er stand lange Jahre ohne Fenster, Cockpitscheiben, Türen und Leitwerk auf einer Platte in Oberpfaffenhofen. Das Fahrwerk wurde vom Hersteller BFGoodrich im Leasing günstig überlassen. Ein Förderverein, der aus der Zelle ein Dornier-Museum machen wollte, hatte Probleme mit dem Standort bzw. dem Transport zu einem anderen. Das Deutsche Technikmuseum in Berlin (DTMB) übernahm diesen Prototyp Ende des Jahres 2013. Am Flughafen Tempelhof sind die verbliebenen Teile des Rumpfes, das Flügelmittelteil inklusive der Motorgondeln sowie die Außenflügel unter freiem Himmel zwischengelagert, um künftig als Exponat im DTMB moderne Flugzeugbauweisen illustrieren zu können.

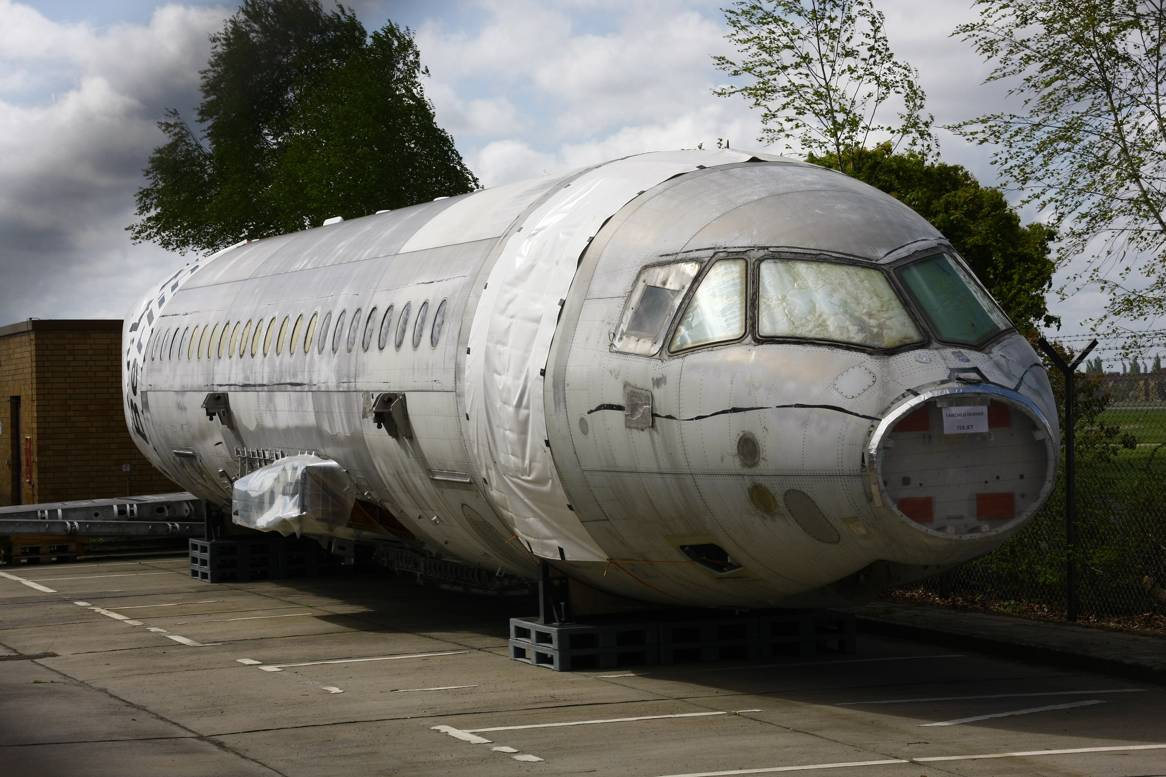
Rumpf der Dornier 728 (2. Prototyp TAC 72), Flughafen Tempelhof
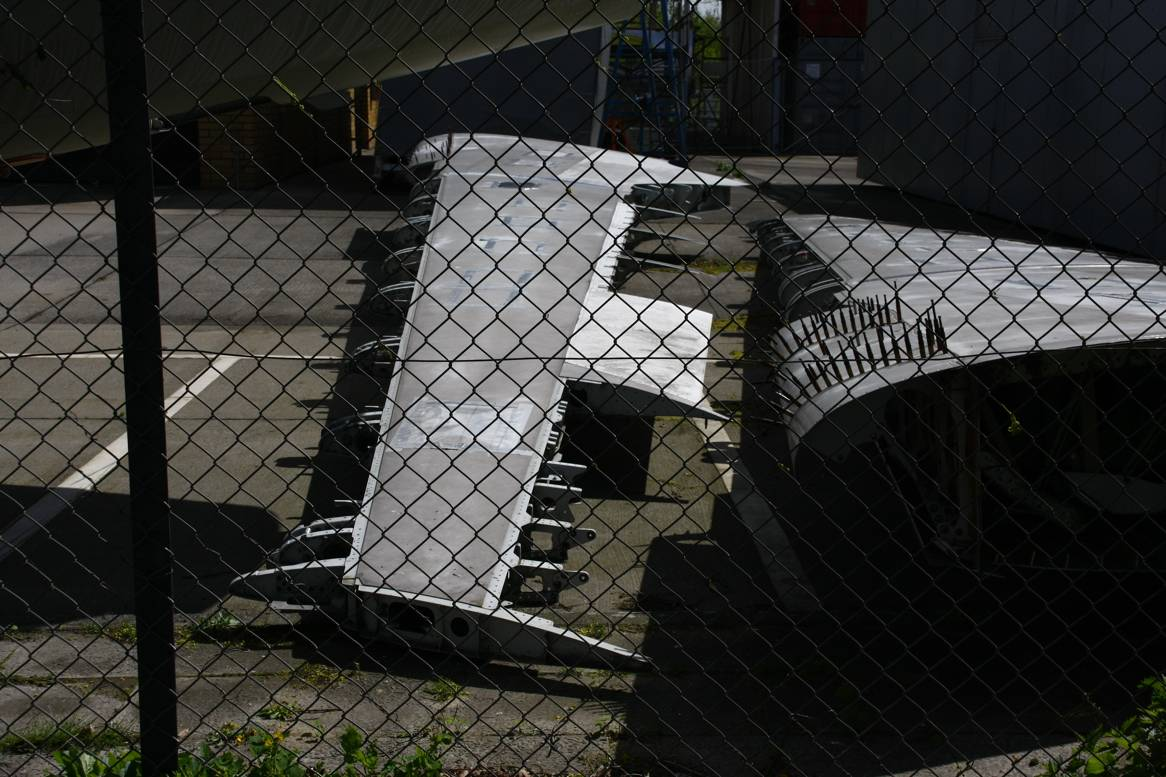
Demontierte Tragflächen von TAC 72, Flughafen Tempelhof
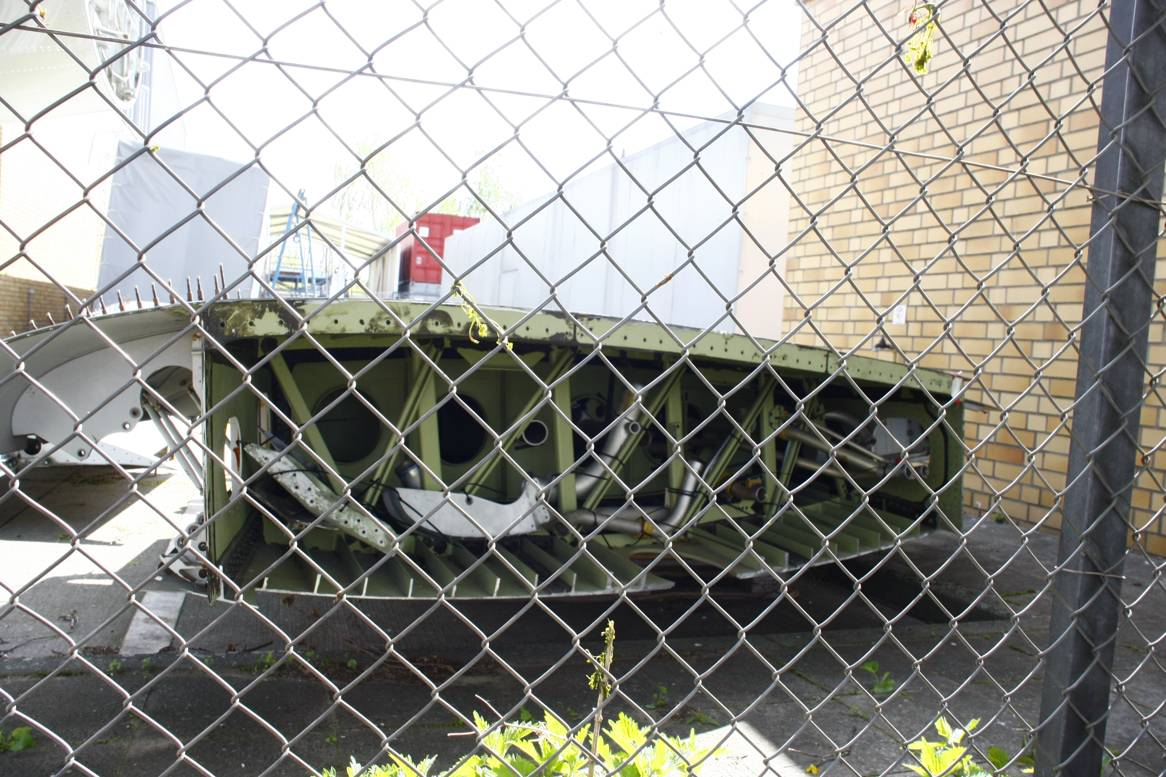
Tragflächensektion von TAC 72 (nähe Pylon), Flughafen Tempelhof

Der dritte gebaute Prototyp TAC 73 war als Bruchzelle für den statischen Strukturversuch bei der IABG in Ottobrunn vorgesehen, wo er bereits eingerüstet stand. Er war in der Prüfhalle aufgebaut, weshalb er ebenfalls zerlegt werden musste, um ins Freie gebracht werden zu können. Die Cockpitsektion befindet sich als Exponat im Eingangsbereich des Technikmuseums Speyer (Stand August 2023).
Weiterhin gab es noch diverse Strukturteile für Tests (z. B. Rumpftonnen) sowie aus der gestoppten Fertigung, die alle verschrottet wurden. Darunter befanden sich auch ein Dummy-Fahrwerk sowie die Reifen.

## Weitere geplante Versionen
- Dornier 528 mit gekürztem Rumpf als Konkurrenz zum Bombardier CRJ200.
- Dornier 928 mit gestrecktem Rumpf als Konkurrenz zum Bombardier CRJ900 und Embraer 190.
- Dornier 728 Envoy 7: Eine Firmenflugzeugversion mit Zusatztanks im Rumpf zur Reichweitenerhöhung, einem erhöhten maximalen Startgewicht von 39,5 Tonnen und Raked Wingtips.

## Technische Daten
Da dieser Flugzeugtyp nie flog, sind etliche Angaben nur projektierte Werte.
| Kenngröße                      | Dornier 528                                           | Dornier 728                                           | Dornier 928                                           |
| ------------------------------ | ----------------------------------------------------- | ----------------------------------------------------- | ----------------------------------------------------- |
| Erstflug (projektiert)         | ?                                                     | 2002                                                  | ?                                                     |
| Indienststellung (projektiert) | ?                                                     | 2004                                                  | ?                                                     |
| Länge                          | 23,10 m                                               | 27,40 m                                               | 31,01 m                                               |
| Spannweite                     | 26,26 m                                               | 27,12 m                                               | 28,81 m                                               |
| Flügelfläche                   | 75 m²                                                 | 75 m²                                                 | 84,4 m²                                               |
| Kabinendurchmesser             | 3,25 m                                                | 3,25 m                                                | 3,25 m                                                |
| Höhe                           | 9,05 m                                                | 9,05 m                                                | 9,97 m                                                |
| Leermasse                      | 18.992 kg                                             | 20.900 kg                                             | 28.530 kg                                             |
| max. Startmasse (MTOW)         | 31.890 kg                                             | 35.200 kg                                             | 47.560 kg                                             |
| max. Passagierkapazität        | 63                                                    | 80                                                    | 110                                                   |
| Triebwerkstypen                | 2 General Electric CF34-8D3-Turbofan-Strahltriebwerke | 2 General Electric CF34-8D3-Turbofan-Strahltriebwerke | 2 General Electric CF34-8D3-Turbofan-Strahltriebwerke |
| Schub                          | 52,5 kN                                               | 55,9 Envoy 7: 58,1 kN                                 | 75,6 kN                                               |
| Reisegeschwindigkeit           | 828 km/h                                              | 828 km/h                                              | 828 km/h                                              |
| Höchstgeschwindigkeit          | 860 km/h                                              | 860 km/h                                              | 860 km/h                                              |
| Dienstgipfelhöhe               | 12.497 m                                              | 12.497 m                                              | 12.497 m                                              |
| Reichweite                     | 2.963 km                                              | 3.300 km                                              | 3.565 km                                              |